# Silurian
| Perioada Silurian Acum 443.4–419.2 milioane de ani PreЄ Є O S D C P T J K Pg N |                                                        |
| O hartă a lumii așa cum apărea în Silurianul târziu (acum 420 milioane de ani) |                                                        |
| Conținut mediu de O2 atmosferic pe durata perioadei                            | c. 14 vol % (70 % din nivelul modern)                  |
| Conținut mediu de CO2 atmosferic pe durata perioadei                           | c. 4500 ppm (16 ori nivelul preindustrial)             |
| Temperatura medie a suprafeței pe durata perioadei                             | c. 17 °C (3 °C deasupra nivelului modern)              |
| Nivelul mării (peste cel actual)                                               | În jur de 180 m, cu deviații negative pe termen scurt. |

Silurian este o perioadă din Paleozoic, începută acum 443,7 milioane de ani și sfârșită acum 416 milioane de ani. Perioada anterioară a fost Ordovicianul iar cea următoare Devonianul.